# Хорн, Лина
Лина Мэри Калху́н Хорн (англ. Lena Mary Calhoun Horne; 30 июня 1917 — 9 мая 2010) — американская певица, танцовщица и актриса.

## Биография
Лина Хорн родилась 30 июня 1917 года в окрестности Бруклина. Она происходила из семьи Джона Си Калхауна, где и отец, и мать представляли собой смесь европейских американцев, американских индейцев и афроамериканцев.
Её отец, Эдвин Флетчер «Тедди» Хорн-младший (1893—1970) оставил семью, когда Лине было три года. Мать, Луиза Эдна Скоттрон (1894—1976), внучка изобретателя Сэмюэля Р. Скоттрона, была актрисой в труппе чёрного театра, с которой много гастролировала. Мать Луизы Эдны (бабушка Лины) — Амели Луиза Эштон — была рабыней из Сенегала. Лину Хорн, в основном, воспитали родители её отца — Кора Калхун и Эдвин Хорн.
Когда Хорн было пять лет, её отправили жить в Джорджию. В течение нескольких лет она путешествовала с матерью. С 1927 по 1929 годы она жила со своим дядей Фрэнком С. Хорном, который был деканом индустриального института (впоследствии он стал советником Франклина Д. Рузвельта).
Из Форта Валли Лина Хорн ненадолго переехала в Атланту с матерью. Они вернулись в Нью-Йорк, когда девочке было 12 лет. Она училась в средней школе для девочек в Бруклине, но не получила аттестат. В возрасте 18 лет она переехала к отцу в Питтсбург, оставаясь в городском Литл Гарлеме в течение почти пяти лет, и учась с Pittsburghers Билли Стрейхорном и Билли Экстайном.
На музыкальной сцене Хорн дебютировала в 16-летнем возрасте в знаменитом нью-йоркском клубе «Cotton Club», где некоторое время выступала певицей в вечерних шоу. После переезда в Голливуд она появилась в эпизодических ролях во многих кинокартинах, наиболее заметными из которых стали «Хижина на небесах» (1943) и «Дождливая погода» (1943). В конце 1940-х годов из-за своих левых политических взглядов с началом периода «Красной угрозы», Лина Хорн попала в «Чёрный список Голливуда», и в последующие годы ей с трудом удавалось находить работу.
В 1950-х годах Лина Хорн вернулась к выступлениям в ночных клубах, стала периодически появляться на телевидении, а также записала несколько музыкальных альбомов. В августе 1963 года она приняла участие в акции протеста Марш на Вашингтон. В марте 1980 года Хорн заявила о своём уходе со сцены, хотя после этого успешно выступила в музыкальном ревю «Лина Хорн: Леди и её музыка», который ставился на Бродвее более 300 раз, и принёс певице две премии «Грэмми».

## Общественная деятельность
Лина Хорн была прочно связана с «Движением за гражданские права». В 1941 году она пела в Cafe Society и работала с Полем Робсоном. Во время Второй мировой войны, когда она развлекала войска, Лина отказалась выступать «для раздельной по цвету кожи аудитории или для групп, в которых немецкие военнопленные сидели впереди афроамериканских военнослужащих». Армия США отказала в выступлении перед смешанной аудиторией, но Лина сделала интересный ход, выступая перед чёрными американскими солдатами и белыми немецкими военнопленными. Увидев, что чёрные солдаты были вынуждены сидеть на задних сидениях, она прошла со сцены к ним и выступала у немцев за спиной. Она была на митинге NAACP с Медгаром Эверсом в Джексоне, штат Миссисипи, когда Эверс был убит. Хорн также встретилась с президентом Джоном Кеннеди в Белом доме за два дня до его убийства. Она выступала в Вашингтоне и говорила от имени NAACP, SNCC и Национального совета негритянских женщин. Она также работала с Элеонорой Рузвельт против Законов Линча. Кроме того, Лина была членом женского клуба Дельта Сигма Тета.
Том Лерер упомянул Лину Хорн в своей песне «National Brotherhood Week» («Национальная неделя Братства»).

## Дискография
- This Is Lena Horne (1952)
- Stormy Weather (1956)
- Lena Horne At The Waldorf Astoria (1957)
- Porgy And Bess (1959, с Гарри Белафонте, звуковая дорожка к телевизионному фильму)
- Lena Horne At The Sands (1961)
- Lena Goes Latin (1963)
- Merry from Lena (1966)
- Lena And Gabor (1970, с Габором Сабо)
- Lena & Michel (1975, с Мишелем Леграном)
- Twenty Golden Pieces Of Lena Horne (1979)
- Lena Horne And Frank Sinatra (1984)
- A Song For You (1992)
- An Evening With Lena Horne: Live At The Supper Club (1995)
- Being Myself (1998)